# (Hey there) Little Miss Mary
(Hey there) Little Miss Mary is een lied dat werd geschreven door het Amerikaanse schrijversduo Roger Greenaway en Roger Cook.
Het lied werd voor het eerst door de Britse Whistling Jack Smith op een plaat gezet in een fluitende versie, als Hey there little Miss Mary. Deze single verscheen op 23 juni 1967 bij Deram Records op een dubbele A-kant samen met het lied Tom Hark uit de pen van Rupert Bopape.
Verkort tot Little Miss Mary verscheen het nog hetzelfde jaar in oktober met tekst in een versie van de Nederlandse band The Cats. Het nummer zetten ze op hun eerste elpee Cats as cats can en enkele jaren later nogmaals op Times were when (1972); beide albums behaalden de goudstatus. In 2014 werd het nummer nogmaals in een geremasterde versie op Complete uitgebracht, een beperkte uitgave van 1000 stuks tijdens het 50-jarige bestaan van The Cats. De versie van The Cats werd gezongen door Cees Veerman.
In juli 1968 kwam er nog een cover, dit maal op de A-kant van de Amerikaanse band The Convention op het label van Buddah Records.
Het is een liefdeslied waarin de zanger aan Mary vraagt om uit haar tuintje en naar zijn erf te komen. Hij wil dat hun liefde de tijd krijgt om te groeien, omdat er niets zou bloeien wanneer ze bij die ander blijft.